# Deutsche Sprachprüfung für den Hochschulzugang
DSH es el acrónimo alemán para Deutsche Sprachprüfung für den Hochschulzugang, que significa literalmente Prueba de idioma alemán para acceder a la escuela superior y es el certificado de idioma estándar requerido a estudiantes extranjeros para estudiar en los centros de estudios superiores alemanes. Esta prueba es concebida por cada institución de forma autónoma, pero siguiendo lineamientos preestablecidos para evitar diferencias tanto en la temática como en la exigencia en las pruebas de diferentes instituciones. El certificado es reconocido por todos los centros de enseñanza alemanes y, una vez obtenido, el estudiante es libre de estudiar en cualquiera de ellos.

## Centros examinadores
Lo más sencillo es hacer la prueba DSH en la misma institución en la que se pretende estudiar. La mayoría de las universidades alemanas ofrecen la prueba DSH de forma gratuita al comienzo de cada semestre, así como cursos de preparación a precios muy razonables. Es posible obtener un certificado DSH en institutos privados como el Instituto Goethe, pero a partir del año 2005 en algunos estados alemanes (por ejemplo, en Sajonia) a estos institutos les fue revocada la libertad de concebir las pruebas, ya que las autoridades de enseñanza no estaban satisfechas con su nivel de exigencia.

## Temática
Esta prueba requiere un conocimiento del idioma alemán algo por encima del nivel intermedio ofrecido por el Instituto Goethe (Mittelstufe) y en particular un dominio muy fluido de las estructuras gramaticales más usadas en las publicaciones científicas y material de estudio (p. ej. voz pasiva, nominalizaciones, atributos extendidos, modo subjuntivo, etc.). La prueba DSH es una prueba muy específica sobre estos temas que puede dar muchos dolores de cabeza incluso a gente con un perfecto dominio del idioma. Por esto se recomienda mucho asistir a un curso de preparación.

## Estructura de la prueba
La prueba está compuesta por un examen escrito y un examen oral. Es necesario aprobar el examen escrito para examinarse del oral.

### Examen escrito
El examen escrito está compuesto de las siguientes partes:
1. Comprensión y asimilación de un texto oral
2. Comprensión y tratamiento de un texto escrito
3. Producción de textos según determinadas propuestas
4. Comprensión y tratamiento de estructuras lingüísticas científicas

En general estas cuatro partes son tomadas de dos en dos, obteniendo un examen escrito consistente en dos partes.

### Examen oral
El examen oral tiene una duración aproximada de veinte minutos y en algunas instituciones puede ser exonerado si se alcanza un puntuaje muy alto en el examen escrito. Los siguientes puntos son considerados al evaluar a un estudiante:
1. ¿Es adecuada su reacción idiomática a la pregunta/tarea?
2. ¿Es capaz de expresarse de manera independiente y diferenciada?
3. ¿Es lingüísticamente correcta su expresión verbal?
4. ¿Se entienden su pronunciación y entonación?

## Aprobación
La prueba es aprobada si se obtiene al menos un 2/3 de la puntuación en cada una de las partes que la componen.